# Rondibilis horiensis hongshana
Rondibilis horiensis hongshana es una subespecie de escarabajo longicornio del género Rondibilis, tribu Acanthocinini, subfamilia Lamiinae. Fue descrita científicamente por Gressitt en 1937.

## Descripción
Mide 8,9 milímetros de longitud.

## Distribución
Se distribuye por China.